# クテシフォンの戦い (198年)
クテシフォンの戦いは、198年に起きたローマ帝国とパルティア帝国の戦闘。ローマ皇帝セプティミウス・セウェルスは激しい抵抗を受けたものの、パルティアの首都クテシフォンを占領することに成功し、住民の一部を追放した。